# Biuletyn Polsko-Ukraiński
Biuletyn Polsko-Ukraiński – polskie czasopismo reprezentujące ideę pojednania polsko-ukraińskiego wydawane w okresie II Rzeczypospolitej.
Czasopismo zaczęło ukazywać się w 1932 r. w Warszawie. Wychodziło co miesiąc, zaś od czerwca 1933 r. co tydzień. Łącznie ukazało się 290 wydań. Inicjatorami utworzenia czasopisma były środowiska piłsudczykowskie, dążące do zbliżenia z Ukraińcami. Było to też związane z rozwojem ruchu prometejskiego, stąd „Biuletyn Polsko-Ukraiński” finansowo i organizacyjnie wspierał polski wywiad wojskowy.
Funkcję redaktora naczelnego objął Włodzimierz Bączkowski. Autorami artykułów byli zarówno Polacy (m.in. Leon Wasilewski, Stanisław Łoś, Marceli Handelsman, Aleksander Bocheński, Adolf Maria Bocheński, Stanisław Paprocki, Józef Łobodowski, Piotr Dunin-Borkowski), jak też Ukraińcy (m.in. Pawło Szandruk, Bohdan Łepki, Stepan Baran, Wołodymyr Doroszenko, Serhij Chrucki, Roman Smal-Stocki, Pawło Kowżun, Iwan Kedryn-Rudnycki, Wołodymyr Kubijowycz, Myron Korduba). Oprócz artykułów i felietonów dotyczących spraw politycznych w czasopiśmie drukowano teksty poświęcone ukraińskiej kulturze, literaturze, sztuce, czy historii. Były publikowane też przekłady tekstów znanych pisarzy ukraińskich.
Główną uwagę zwracano na pozytywne aspekty współpracy polsko-ukraińskiej w celu złagodzenia sporów pomiędzy oboma narodami i wypracowania nowych stosunków. Publicyści ukraińscy mogli z kolei przedstawić swoje opinie dotyczące tej współpracy od strony Ukraińców . Starano się również wpływać na działaczy endeckich, zwłaszcza młodszego pokolenia, w celu zmiany ich stanowiska w kwestii ukraińskiej. Ostatni numer został opublikowany w styczniu 1939 r. Wynikało to z faktu, że na łamach czasopisma coraz częściej pojawiały się artykuły zawierające krytykę polityki władz sanacyjnych II RP w stosunku do mniejszości ukraińskiej. Na miejsce „Biuletynu Polsko-Ukraińskiego” pojawił się miesięcznik „Problemy Europy Wschodniej”.